# Sheila Gaff
Sheila Gaff („The German Tank“; * 29. Dezember 1989 in Bad Hersfeld) ist eine deutsche Kampfsportlerin (MMA-Kämpferin) in der Gewichtsklasse Strohgewicht. Ihr Stil ist ausgerichtet auf eine vorzeitige Beendigung ihrer Kämpfe. Ihren Kampfnamen bekam sie von MMA-Pionier Andreas Stockmann.

## Mixed-Martial-Arts-Karriere
Gaff kam als Tochter eines Karatelehrers aus dem Irak und einer ehemaligen Karatelehrerin aus Deutschland in Bad Hersfeld zur Welt. Sie startete ihre MMA-Karriere unter der Anleitung von MMA-Kämpfer und -Trainer Andre Balschmieter, der sie im Kickboxen und MMA ausbildete. Anfangs trainierte und arbeitete sie in der Max Pro MMA Academy in Eschwege. Mitte 2013 wechselte Gaff zu MMA Spirit in Frankfurt am Main. Ihr MMA-Debüt machte sie im Jahre 2006 gegen Annett Sonntag, welches sie durch TKO in der ersten Runde für sich entscheiden konnte. Ein weiterer Kampf gegen Majanka Lathouwers folgte, der aber durch den Gewichtsunterschied von beinahe 10 kg in einer Submission-Niederlage endete. Der nächste Kampf gegen Tanja Loureiro wurde trotz des wesentlich aktiveren Parts von Gaff als unentschieden gewertet. Danach folgten sechs aufeinander folgende Siege gegen Lydia Myska, Katharina Albinus, Tania Loureiro, Dalia Grakulskyte, Alexandra Buch und Lena Buytendijk. Im Rahmen der Veranstaltung Upcoming Glory 7 des niederländischen Veranstalters Glory World Series im März 2010 wurde sie von Romy Ruyssen via Armbar in der ersten Runde gestoppt. Die Karriere ging 2010 dann weiter Richtung M-1. Dort kämpfte sie gegen Cindy Dandois und gewann auf den Punktzetteln die ersten beiden Runden. In der dritten wurde Gaff aufgrund eines illegalen Kniestoßes zum Kopf disqualifiziert. Im Dezember 2010 kämpfte sie gegen Milana Dudieva in Russland. Nach drei hart umkämpften Runden bekam Dudieva aufgrund einer umstrittenen Punkteentscheidung den Sieg zugesprochen. Wegen der großen Gewichtsvorteile ihrer Gegnerinnen in den letzten Kämpfen wechselte Gaff anschließend in die Gewichtsklasse – 57 kg und bekam es dort im Februar 2011 beim The Zone FC - Inferno mit der Europameisterin im Brazilian Jiu-Jitsu Hanna Sillen aus Schweden zu tun. Der Kampf dauerte 8 Sekunden und wurde von Gaff durch KO gewonnen.
Außerhalb des Rings bildet Gaff zusammen mit ihrem Trainer Andre Balschmieter angehende MMA-Trainer in einem von ihnen entwickelten Onlineprogramm aus und setzt sich sehr für die Verbreitung des MMA-Sport in Deutschland ein. In ihrer Kampfsportschule Pyranha MMA in Offenbach bildet sie Kinder, Jugendliche und Erwachsene aus. Zusammen mit Jasminka Cive veranstaltet sie seit Mai 2013 MMA-Seminare im deutschsprachigen Raum.

### Cage Warriors
Gaff bekam nach ihrem Sieg gegen Hanna Sillen die Möglichkeit bei Cage Warriors anzutreten. Dort stand sie am 24. April 2011 Aisling Daly aus Irland gegenüber. Sie besiegte Daly nach 1:35 Minuten in der ersten Runde durch TKO.
Für Sheila Gaff war danach geplant, gegen Angela Hayes bei der Cage Warriors – Fight Night 2 zu kämpfen. Wegen einer kurzfristigen Erkrankung musste sie allerdings durch Aisling Daly ersetzt werden. Als Nächstes kämpfte Gaff das erste Halbfinale eines Vier-Frauen-Turniers bei Cage Warriors – Fight Night 4 gegen Jennifer Maia vom Chute Boxe Team, um den nächsten Frauen Worldchampion von Cage Warriors zu krönen. Sie besiegte Maia nach wenigen Sekunden durch KO. Gaff sollte im Finale am 27. Oktober 2012 in Wales Rosi Sexton aus England gegenüberstehen, um die Siegerin des Turniers und den damit amtierenden Champion zu krönen. Wegen einer Erkrankung von Sheila Gaff musste der Kampf abgesagt werden.

### Ultimate Fighting Championship UFC
Am 1. März 2013 wurde bekanntgegeben, dass Sheila Gaff einen Vertrag über vier Kämpfe bei der Ultimate Fighting Championship (UFC) unterzeichnet hat. Wenige Tage später wurde die Verpflichtung von Gaff durch die UFC bestätigt. Sheila Gaff ist die erste deutsche Kämpferin in der UFC. Das 23 Jahre alte Fliegengewicht aus Eschwege wird in der bisher einzigen Frauenklasse der UFC antreten, dem Bantamgewicht bis 61 Kilogramm. Ihr Debüt am 27. April bei UFC 159 in Newark (New Jersey) USA verlor Sheila Gaff gegen die, in bisher sechs MMA-Kämpfen ungeschlagene Sara McMann, eine olympische Silbermedaillengewinnerin (2004) im Freistilringen. Ihren nächsten Einsatz hatte sie am 3. August 2013 bei UFC 163 in Rio de Janeiro. Dort musste sie sich der Brasilianerin Amanda Nunes geschlagen geben. Am 12. August 2013 wurde bekannt, dass die UFC sie aus dem Vertrag entlassen hat.

### Xtreme Fighting Championships – XFC
Mitte April 2015 unterzeichnete Gaff einen Vertrag über 6 Kämpfe bei der US-amerikanischen Organisation Xtreme Fighting Championships. Dort wird sie im Strohgewicht (-52 kg) kämpfen. Ihren Debütkampf bestritt sie am 19. September 2015 bei XFCi 11 in Sao Paulo, Brasilien gegen Antonia Silvaneide. Gaff gewann in Runde 1 durch Aufgabegriff.

## Mixed Martial Arts Statistik

### Liste der Amateurkämpfe
| Ergebnis   | Profirekord | Gegner            | Datum             | Veranstaltung       | Methode                    | Runde | Zeit |
| ---------- | ----------- | ----------------- | ----------------- | ------------------- | -------------------------- | ----- | ---- |
| Sieg       | 1-0         | Anett Sonntag     | 2. September 2006 | FFA - New Talents 2 | TKO (Schläge)              | 1     | 1:20 |
| No Contest | 1-0-1       | Tania Loureiro    | 1. September 2007 | FFA - New Talents 6 | Unentschieden              | 2     | 5:00 |
| Sieg       | 2-0-1       | Katharina Albinus | 6. September 2008 | FFA - New Talents 8 | TKO (Schläge)              | 1     | 1:54 |
| Sieg       | 3-0-1       | Julie Larsen      | 24. Januar 2009   | FG - Fight Night 2  | Aufgabe (Rear-Naked Choke) | 1     | 1:04 |

### Liste der Profikämpfe
| Ergebnis   | Profirekord | Gegner                                    | Datum              | Veranstaltung                                    | Methode                                          | Runde | Zeit |
| ---------- | ----------- | ----------------------------------------- | ------------------ | ------------------------------------------------ | ------------------------------------------------ | ----- | ---- |
| Niederlage | 0-1         | Majanka Lathouwers                        | 23. September 2006 | UFR - Mix Fight Gala                             | Aufgabe (Rear-Naked Choke)                       | 1     |      |
| Sieg       | 1-1         | Lydia Myska                               | 10. Mai 2008       | FCA - Fight Club Plauen                          | Aufgabe (Armbar)                                 | 1     | 0:30 |
| Sieg       | 2-1         | Tania Loureiro                            | 9. Dezember 2008   | Hamburger Käfig - First Strike                   | TKO (Schläge)                                    | 1     | 0:30 |
| Sieg       | 3-1         | Dalia Grakulskyte                         | 12. September 2009 | NOP - Night of Pain 2nd                          | Aufgabe (Rear-Naked Choke)                       | 1     | 1:26 |
| Sieg       | 4-1         | Alexandra Buch                            | 26. September 2009 | MMA Berlin - Tournament 16                       | Aufgabe (Heel Hook)                              | 1     | 1:59 |
| Sieg       | 5-1         | Lena Buytendijk                           | 27. März 2010      | UG - Upcoming Glory 7                            | Aufgabe (Armbar)                                 | 1     | 4:30 |
| Niederlage | 5-2         | Romy Ruyssen                              | 27. März 2010      | UG - Upcoming Glory 7                            | Aufgabe (Armbar)                                 | 1     | 1:08 |
| Niederlage | 5-3         | Cindy „Battlecat“ Dandois                 | 28. Mai 2010       | M-1 Selection 2010 - Western Europe Round 3      | Disqualifikation (Illegales Knie gegen den Kopf) | 3     | 0:10 |
| Niederlage | 5-4         | Milana Dudieva                            | 17. Dezember 2010  | ProFC - ProFC 22                                 | Punktentscheidung (einstimmig)                   | 3     | 5:00 |
| Sieg       | 6-4         | Hanna Sillen                              | 26. Februar 2011   | The Zone FC 8 - Inferno                          | KO (Schläge)                                     | 1     | 0:08 |
| Sieg       | 7-4         | Aisling „Ais the Bash“ Daly               | 24. April 2011     | CWFC 41 - Cage Warriors Fighting Championship 41 | TKO (Knie & Schläge)                             | 1     | 1:34 |
| Sieg       | 8-4         | Jennifer Maia                             | 16. März 2012      | CWFC - Fight Night 4                             | KO (Schläge)                                     | 1     | 0:10 |
| Niederlage | 8-5         | Sara McMann                               | 27. April 2013     | UFC 159 - Jones vs. Sonnen                       | TKO (Schläge)                                    | 1     | 4:06 |
| Niederlage | 8-6         | Amanda „Lioness“ Nunes                    | 3. August 2013     | UFC 163 - Aldo vs. Korean Zombie                 | TKO (Schläge und Ellbogen)                       | 1     | 2:08 |
| Sieg       | 9-6         | Antonia „Marrentinha“ Silvaneide da Silva | 19. September 2015 | XFCI - XFC International 11                      | Aufgabe (Armbar)                                 | 1     | 4:46 |
| Niederlage | 9-7         | Ariane „Violence Queen“ Lipski            | 1. Oktober 2016    | KSW 36 - Materla vs. Palhares                    | KO (Schläge)                                     | 1     | 2:09 |